# Eni Rewind
Eni Rewind S.p.A (ex Syndial S.p.A) è una società del gruppo Eni che opera nel campo del risanamento ambientale di siti petrolchimici e minerari dismessi, contaminati da precedenti attività produttive. Gestisce la filiera dei rifiuti provenienti dalle attività industriali e di risanamento di Eni e provvede alle attività produttive legate al ciclo del cloro e al trattamento delle acque reflue; è presente in oltre 80 siti e opera in più di 200 cantieri in Italia. Nominato il 16 Aprile 2019 Amministratore Delegato di Syndial, Paolo Grossi è oggi Amministratore Delegato di Eni Rewind.

## Storia

### Origini

logo precedente

Conosciuta in passato come EniChem, cambia denominazione in Syndial S.p.A. all’inizio del XXI secolo, conservando la proprietà delle aree con i relativi oneri di gestione aziendale. 
Dall’anno della sua costituzione nel 2003, Syndial ferma le attività produttive non strategiche di tutti i siti di proprietà (con esclusione del sito di Assemini) e avvia gli interventi di bonifica.
Dal 2003 al 2017, la società ha speso oltre 3 Mld €, di cui l’85% è stato impiegato per interventi nei siti acquisiti per legge nell’ambito delle storiche operazioni di salvataggio industriale, operazioni per le quali Eni si è dovuta fare carico in quanto Ente di Stato negli anni ’90.
Dal 2011, Syndial ha avviato un programma di sostenibilità nelle bonifiche, con lo scopo di integrare il concetto di sostenibilità nelle attività di risanamento ambientale e: 
- ridurre il carbon footprint nelle attività di bonifica;
- rimuovere la contaminazione dalle acque di falda e dai terreni per il loro riutilizzo;
- valorizzare le aree bonificate per renderle disponibili al territorio;
- massimizzare il recupero dei rifiuti, industriali e da bonifica, gestiti.

Nel 2017 la società ha avviato un progetto all’estero per mettere a disposizione dei business Eni nel mondo il proprio know-how nell’ingegneria ambientale.
Il presidente, Leonardo Bellodi, nel corso di una audizione presso la Commissione parlamentare di inchiesta sulle attività illecite connesse al ciclo dei rifiuti, il 20 ottobre 2011 ha definito Syndial, la società nella quale abbiamo concentrato tutte le attività che provengono da un passato poco glorioso. Si tratta, infatti, di attività attribuite a ENI per legge oppure, in epoche completamente differenti dall'attuale, per una moral suasion, essendo attività in perdita, dismesse e quant'altro. Syndial è, pertanto, la bad company di ENI e comprende al suo interno anche i siti di cui ci occupiamo oggi. Siccome, però, ha voluto fare di necessità virtù, vorrebbe essere - noi crediamo che lo sia - il centro di eccellenza in materia di attività di bonifica non solo per ENI, ma anche per tutte le altre società italiane. Insomma, avendo tante bonifiche da realizzare, ci siamo attrezzati con uomini, competenze, tecnologie e quant'altro per poterle effettuare al meglio. Nata nel 2003 come bad company di Eni, Syndial è diventata una good company in Italia e in Europa per la ricerca e l’attività di risanamento ambientale.
Il 1 Novembre 2019 la società Syndial S.p.A. abbandona la vecchia denominazione e diventa Eni Rewind S.p.A.

### Le produzioni
Eni Rewind svolge attività produttiva tramite la società Ing. Luigi Conti Vecchi S.p.A (100% controllata Eni Rewind) che gestisce sia lo stabilimento dove si produce soda, acido cloridrico e ipoclorito di sodio, sia le saline in cui si coltiva il sale, che si estendono su una superficie di circa 2.700 ettari tra i comuni di Assemini, Capoterra e Cagliari.
Fino al 2013, la società ha gestito direttamente il ramo d’azienda del cloro-soda e derivati (soda caustica, ipoclorito di sodio, acido cloridrico, idrogeno). In seguito la società ha avviato il piano di riqualificazione del sito produttivo, secondo anche quanto previsto nell’accordo sindacale siglato il 14 febbraio del 2013, che ha definito la fermata dell’impianto produttivo di dicloroetano e la riqualificazione degli impianti per la produzione di soda, acido cloridrico e ipoclorito di sodio.
La riconversione degli impianti ha reso possibile la produzione e la vendita di prodotti elettrolitici, grazie alla disponibilità di poli logistici a Priolo e Livorno, oltre a quello di Assemini.
Nel dicembre del 2014, Syndial ha ceduto il ramo d’azienda cloro (confluito in Eni nel 1982 ai sensi dell’art. 4 della Legge 28 Novembre 1980 n.784) alla società Ing. Luigi Conti Vecchi S.p.A. che fino ad allora gestiva solo le saline (confluite in Eni nel 1984). Nell’aprile 2021 la società Ing. Luigi Conti Vecchi ha ceduto gli asset del ramo cloro-soda alla Società Chimica Assemini; il 30 giugno 2022 Eni Rewind ha ceduto le azioni della società Ing. Luigi Conti Vecchi S.p.A al Gruppo Italkali.
Nell’ambito della partnership avviata con il FAI - Fondo Ambientale Italiano nel 2015, le Saline Conti Vecchi in Sardegna, dopo un intervento di restauro e di valorizzazione, sono state aperte al pubblico nel maggio 2017 .

### I servizi ambientali
Nelle strategie ambientali di Eni Rewind, gli interventi di bonifica sono incentrati sul recupero e la salvaguardia di:
- Suolo – con la valorizzazione dei brownfield, aree bonificate con limitate possibilità di riconversione economica e mediante la realizzazione di impianti di energia da fonte rinnovabile (Progetto Italia di Eni)[18];
- Acqua – con la realizzazione di interventi di bonifica delle acque sotterranee grazie a un sistema integrato di intercettazione dell’acquifero e di convogliamento delle acque intercettate ad impianti di trattamento per la loro depurazione;
- Rifiuti – con l’applicazione della tecnologia Waste to Oil per la produzione di bio-olio dalla frazione organica dei rifiuti solidi urbani.

### I contenziosi EniChem
Eni Rewind detiene la proprietà di numerosi stabilimenti chimici (ex EniChem) non più attivi da tempo, per i quali cura le attività di risanamento ambientale e il possesso di terreni di stabilimenti ora ceduti ad altre proprietà, come a Pieve Vergonte, dove la società non ha attività produttive in esercizio ed è titolare degli oneri di bonifica di suoli e falde nel perimetro delle aree di sua proprietà.
Eni Rewind ha numerosi processi a causa delle passate vicende di inquinamento degli stabilimenti EniChem: l'8 luglio 2008 il Tribunale di Torino ha inflitto alla società, in primo grado di giudizio, una multa record di 1,9 miliardi di euro per l'inquinamento da DDT del Lago Maggiore, ricondotto alla gestione del sito di Pieve Vergonte per il periodo dal 1990 al 1996. Il 6 marzo 2017 la Corte di Appello di Torino, con sentenza n. 511, riforma la sentenza del Tribunale di Torino n. 4991 dell’8 luglio 2008, e segnatamente annulla la condanna a € 1,9 miliardi oltre interessi per danno ambientale. Nell’aprile del 2018 il Ministero dell’Ambiente ha impugnato la Sentenza della Corte di Appello di Torino e pende attualmente il ricorso in Cassazione.
Eni Rewind ha poi ereditato anche il contenzioso civile da EniChem, con liti sia attive sia passive di valore molto rilevante. In particolare il gruppo di cause connesse alla vicenda Federconsorzi, sorte come EniChem Agricoltura.